# 柳沢元政
柳沢 元政（やなぎさわ もとまさ）は、戦国時代から江戸時代初期にかけての武将。足利将軍家、豊臣家、毛利家の家臣。義弟は虚応円耳。

## 生涯
天文5年（1536年）、柳原新右衛門の子として誕生した。京都の公家・藤原北家の分流柳原家の出身で、父の新右衛門と同じく12代将軍足利義晴、13代義輝、15代義昭にわたって仕えた。「柳原」から「柳沢」に名字を変えたのは、義輝の命だったとされる。
また、武芸の嗜みもあり、永禄12年（1569年）に本圀寺で三好三人衆の襲撃を受けた際には奮戦して義昭を守った（本圀寺の変）。
天正元年（1573年）、義昭が織田信長との対立によって京都から追放されると、元政は義昭に従った。
天正4年（1576年）元政は上野秀政、真木島昭光、武田信景、六角藤尭らと共に義昭に従って、備後国鞆へと移り、毛利輝元の庇護を受けた。そして、義昭への庇護と引き換えに毛利氏に出仕し、天正5年（1577年）閏7月8日には周防国吉敷郡白松庄の北方200石、吉敷郡小郡の内に100石の合計300石を輝元から与えられた。また、足利将軍家の家臣としての立場を利用し、義昭の使者として、天正12年（1584年）には肥前国の龍造寺政家、翌13年（1585年）には薩摩国の島津義久との交渉にも当たっている。
天正15年（1587年）12月21日、輝元から周防国吉敷郡湯田の内の42石余と、糸稲の内の田5段4石を給地として与えられた。
天正20年（1592年）から始まる豊臣秀吉の朝鮮出兵の際に、秀吉の家臣に抜擢され、豊臣氏の家臣として備後や出雲国に所領を与えられ、1万石の所領を得た。
文禄2年（1593年）、秀吉から豊臣姓を下賜され、同年10月2日には従五位下、監物に叙任された。また、秀吉の命により石見銀山の鉱山奉行も務めている。
慶長3年（1598年）、秀吉が死去した後は、再び毛利氏の家臣に復帰した。
慶長5年（1600年）の関ヶ原の戦いの後、毛利氏の防長移封に元政も従い、1300石の給地を与えられた。後に周防国の重要拠点である山口高嶺城の普請を命じられ預けられた。その翌年、嫡男の景祐に元政の知行1300石の内の1000石を譲り渡した。残る300石は、元政の先年以来の度々の辛労に報いるため、元政一代に限って無役とすることを輝元から認められた。
慶長18年（1613年）5月5日、周防国山口で死去。嫡男の景祐が後を継いだ。

## 肖像画など
なお、京都の建仁寺霊源院には、慶長4年（1599年）作の柳沢元政像の掛軸、慶長16年（1611年）作の元政の妻の掛軸が収蔵されている。また、俊龍寺には元政が建立した秀吉、義輝、義昭、慶寿院（義晴妻）の供養塔が残っている。